# Thích Quảng Độ
Hòa thượng Thích Quảng Độ (27 tháng 11 năm 1928 – 22 tháng 2 năm 2020) là Tăng thống của Giáo hội Phật giáo Việt Nam Thống nhất từ ngày 17 tháng 8 năm 2008 và là một nhân vật bất đồng chính kiến Việt Nam vì các hoạt động đấu tranh nhân quyền. Ông được trao Giải tưởng niệm Thorolf Rafto năm 2006. Là người được đề cử cho giải Nobel Hòa bình nhiều lần, ông được báo chí quốc tế xem là một trong những người có cơ hội đoạt giải này.

## Tiểu sử
Thích Quảng Độ sinh ngày 27 tháng 11 năm 1928 tại xã Nam Thanh huyện Tiền Hải tỉnh Thái Bình, tên khai sinh Đặng Phúc Tuệ. Năm 1954 ông di cư vào Nam rồi trở thành một nhân vật lãnh đạo Phật giáo Việt Nam.
Hòa thượng đầu sư với cố Hòa thượng Thích Đức Hải tại chùa Linh Quang, tỉnh Hà Đông. Năm 1944, ngài thọ giới sa di. Năm 1947, ngài đăng đàn thọ đại Cụ túc giới.

### Tổng thư ký Viện Hóa đạo
Tháng 11 năm 1973, tại Đại hội kỳ V công cử Hòa thượng giữ chức Tổng Thư Ký Viện Hóa Đạo, Giáo hội Phật giáo Việt Nam Thống Nhất. Năm 1981, các giáo phái Phật giáo ở hai miền Việt Nam trở thành thành viên của Mặt trận Tổ quốc; và họ tổ chức một đại hội để thống nhất tất cả các tổ chức Phật giáo tại Việt Nam thành một tổ chức mới mang tên là Giáo hội Phật giáo Việt Nam (GHPGVN). Từ đó truyền thông Việt Nam đưa tin Giáo hội Phật giáo Việt Nam Thống nhất bị giải tán, mặc dù không có một văn kiện chính thức của Nhà nước tuyên bố giải thể GHPGVNTN hay tuyên bố Giáo hội này bất hợp pháp.

### Thập niên 1970–1980: lưu giam ở Thái Bình
Vì không chịu để cho nhà nước giám sát giáo hội, và kêu gọi biểu tình chống chế độ, ông bị nhà chức trách Việt Nam bắt giam từ tháng 6 năm 1977. Đến năm 1982 thì ông và mẹ ông bị trục xuất về nguyên quán là xã Vũ Đoài, huyện Vũ Thư, Thái Bình. Mười năm sau ông tự ý tìm vào Nam hoạt động công khai đòi tự do tôn giáo tại Việt Nam. Nhà chức trách đã có lệnh trục xuất ông về Bắc nhưng ông không chịu thi hành vì công dân Việt Nam có quyền cư trú ở bất cứ đâu trên đất nước theo Hiến pháp quy định.

### Tuyên án tù 1995 và phóng thích 1998
Năm 1995, Công an Thành phố Hồ Chí Minh đã thực hiện lệnh bắt tạm giam Thích Quảng Độ.
Tháng 8 năm 1995, Tòa án Nhân dân Thành phố Hồ Chí Minh đã xét xử, tuyên phạt Thích Quảng Độ cùng nhóm của ông (Không Tánh, Đồng Ngọc, Nhật Thường, Trí Lực) 5 năm tù giam và 5 năm quản chế về tội "phá hoại chính sách đoàn kết và lợi dụng quyền tự do dân chủ xâm phạm lợi ích Nhà nước".
Năm 1998, ông Thích Quảng Độ được đặc xá vì chính quyền nói ông đã "ăn năn, hối cải" nhưng có thông tin rằng phía Hoa Kỳ đã gây áp lực để ông được trả tự do, trước đó ông được nhiều Dân biểu như: Bill Bradley ở New Jersey, Dân biểu Chris Smith, Thượng Nghị sĩ John McCain, Thượng Nghị sĩ Orrin Hatch, Tom Daschle, Charles Robb, Robert Kerrey dưới nhiều hình thức khác nhau đã áp lực với chính quyền Việt Nam yêu cầu trở tự do ông Thích Quảng Độ.
Theo đài RFA, dưới áp lực từ Hoa Kỳ, Hòa thượng được trả tự do và bị yêu cầu phải đi tị nạn tại Mỹ nhưng ông từ chối và nói rằng ông phải ở lại trong nước với quần chúng Phật tử. Tuy mang tiếng là được thả ra, nhưng thực chất ông bị giam giữ tại gia, vì ông bị cấm thuyết pháp. Có một đồn công an nằm trước Thiền viện kiểm soát rất kỹ. Dưới áp lực chính trị, vào ngày 15/9/2018, Thích Quảng Độ đã bị trục xuất khỏi Thanh Minh Thiền viện. Ông quyết định trở về quê tổ của mình ở Thái Bình.

### Viện trưởng Viện Hóa đạo
Năm 1999, Hòa thượng Thích Quảng Độ được bầu làm Viện trưởng Viện Hóa đạo, một tổ chức của GHPGVNTN (được phục hồi hoạt động từ năm 1991). Tuy nhiên, tổ chức này không được chính quyền Việt Nam và Giáo hội Phật giáo Việt Nam thừa nhận và bị cấm hoạt động tại Việt Nam vì đã có một tổ chức thống nhất các tổ chức Phật giáo tại Việt Nam (cả hai miền Nam và Bắc sau năm 1975) với tên là Giáo hội Phật giáo Việt Nam (được thành lập năm 1981).
Hòa thượng Thích Quảng Độ đã có 8 năm ở tù vì những hoạt động kêu gọi tự do tôn giáo và sau đó, tiếp tục những hoạt động nhằm khôi phục Giáo hội Phật giáo Việt Nam Thống nhất. Ông đã gây được nhiều chú ý trong các nhà ngoại giao nước ngoài và dư luận quốc tế.
Ngày 9 tháng 4 năm 2002, Hòa thượng Thích Quảng Độ, cùng với Hòa thượng Thích Huyền Quang và Linh mục Tađêô Nguyễn Văn Lý, được trao giải thưởng Homo Homini của Tổ chức People in Need, Cộng hòa Séc. Cả ba người được vinh danh là "những người bảo vệ nhân quyền và tự do dân chủ và tự do tôn giáo ở Việt Nam". Tháng 9 năm 2006, ông được trao Giải Thorolf Rafto vì đã "dũng cảm và kiên trì chống đối ôn hòa chế độ Cộng sản Việt Nam". Chính phủ Việt Nam cho rằng việc ông được trao giải là một việc "hoàn toàn không thích hợp" vì ông là một người "vi phạm luật pháp, xúi giục chia rẽ tôn giáo, phá hoại tình đoàn kết quốc gia, và từng bị pháp luật Việt Nam kết án".
Sinh thời, ông là trụ trì tại Thanh Minh Thiền viện ở Thành phố Hồ Chí Minh.
Chính phủ Hoa Kỳ và Liên minh châu Âu đã chỉ trích chính phủ Việt Nam vì ông bị quản chế tại nhà. Tuy chính phủ Việt Nam tuyên bố phủ nhận chuyện này, ông phản bác tuyên bố này trong một cuộc phỏng vấn với đài Á Châu Tự do.. Ngày thứ tư 5 tháng 8 năm 2015, sau dịp Thứ trưởng Ngoại giao Hoa Kỳ, đặc trách Dân chủ, Nhân quyền và Lao động, ông Tom Malinowski cùng bà Tổng Lãnh sự Hoa Kỳ Rena Bitter đến vấn an và trao đổi với Đức Tăng thống Giáo hội Phật giáo Việt Nam Thống nhất, Đại lão Hòa thượng Thích Quảng Độ, về tình hình tôn giáo và nhân quyền, trong cuộc phỏng vấn với bà Ỷ Lan của đài RFA, ông cho biết là vẫn bị quản chế tại Thanh Minh Thiền viện với sự kiểm soát thường trực của những mật vụ khá lộ liễu.
Cuối tháng 10 năm 2006 ông cho biết ông sẽ không rời Việt Nam để nhận Giải Thorolf Rafto tại Na Uy vì ông e ngại chính quyền Việt Nam sẽ buộc ông phải sống lưu vong. Thay vào đó, ông sẽ ủy thác cho ông Võ Văn Ái, phát ngôn viên Giáo hội Phật giáo Việt Nam Thống nhất ở hải ngoại, nhận giải thưởng này thay ông.

### Xử lý Thường vụ Viện Tăng thống
Sau khi hòa thượng Thích Huyền Quang viên tịch năm 2008, theo chúc thư để lại thì Hòa thượng Thích Quảng Độ được chọn làm Tăng thống thứ năm của Giáo hội Phật giáo Việt Nam Thống nhất. Trong khi chờ chính thức lĩnh nhiệm thì ông là Xử lý Thường vụ Viện Tăng thống.

### Đệ ngũ Tăng thống
Tháng 11 năm 2011 trong Đại hội kỳ IX của Giáo hội Phật giáo Việt Nam Thống nhất tổ chức ở chùa Điều Ngự, Tp Westminster, Quận Cam, California thì Hòa thượng Thích Quảng Độ mới chính thức nhận chức Đệ ngũ Tăng thống.

### Từ nhiệm và tái nhiệm
Năm 2013, Hòa thượng Thích Quảng Độ muốn tẩn xuất Hòa thượng Thích Chánh Lạc khỏi giáo hội vì vi phạm hiến chương. Tuy nhiên nhiều thành viên như Thích Viên Định (Viện trưởng Viện Hóa đạo), Thích Viên Lý (Văn phòng II) không đồng ý, thậm chí còn muốn tôn Thích Chánh Lạc làm Cố vấn Văn phòng II thay Hòa thượng Phó Tăng thống Thích Hộ Giác mới viên tịch. Vì mâu thuẫn này nên ngày 10 tháng 8 năm 2013 Hòa thượng Thích Quảng Độ ra thông báo Cáo bạch từ nhiệm, rời khỏi chức vụ Tăng thống. Tuy nhiên hai ngày sau ông chủ động tái nhiệm nắm giữ chức vụ Tăng thống.
Sau đó Hòa thượng Thích Quảng Độ ra Giáo chỉ số 10 loại bỏ Thích Viên Định, Thích Viên Lý khỏi Viện Hóa đạo và Văn phòng II. Những người bất mãn với giáo chỉ này đã tách khỏi Giáo hội và lập Tăng đoàn GHPGVNTN, tôn Thích Thiện Hạnh làm Thượng thủ, Thích Chánh Lạc làm Chủ tịch Hội đồng giáo phẩm. Từ lúc này Hòa thượng Thích Quảng Độ không còn vai trò với hầu hết các hoạt động.

### Rời khỏi Thanh Minh thiền viện
Sau 20 năm lưu trú tại Thanh Minh thiền viện, cuối năm 2018, trụ trì của Thiền viện đã gây sức ép để ông phải rời đi. Ngày 15 tháng 9 năm 2018 Hòa thượng Thích Quảng Độ phải rời khỏi thiền viện, tá túc tại một số ngôi chùa, và ngày 5 tháng 10 năm 2018 lên tàu về quê ở Thái Bình. Đến ngày 18 tháng 11 năm 2018 thì ông trở lại Tp Hồ Chí Minh và đến ngụ tại chùa Từ Hiếu, Quận 8.

### Viên tịch
Đại lão Hòa thượng Thích Quảng Độ, Đệ ngũ Tăng thống Giáo hội Phật giáo Việt Nam Thống nhất, viên tịch vào lúc 21 giờ 20 phút ngày 22 tháng 2 năm 2020 (nhằm ngày 29 tháng 1 năm Canh Tý, Phật lịch 2563) tại Chùa Từ Hiếu, Phường 1, Quận 8, Tp Hồ Chí Minh, hưởng thọ 92 tuổi.

## Hoạt động với người dân khiếu kiện
Vào ngày 17 tháng 7 năm 2007, ông đã tham gia cứu trợ các người dân đang khiếu kiện tại Thành phố Hồ Chí Minh và kêu gọi "chấm dứt cái nạn độc quyền cai trị" tại Việt Nam. Tờ The Wall Street Journal (xuất bản tại Thành phố New York) cho rằng đây là lần đầu tiên mà các khiếu kiện về đất đai được hội tụ lại với phong trào nhân quyền và có thể là dấu hiệu các nông dân khiếu kiện bắt đầu nhận thức rằng khiếu nại của họ có liên quan đến các nguyên lý trừu tượng như tự do và dân chủ và sẽ khiến Đảng Cộng sản phải "đau đầu".
Ông bị công an bắt vào ngày 23 tháng 8 vì bị cho là có kế hoạch biểu tình chống đối chính quyền. Thượng tọa Thích Không Tánh được Hòa thượng Thích Quảng Độ cử mang tiền ra Bắc để cứu tế cho những người khiếu kiện cũng bị bắt tại Hà Nội ngày 23 tháng 8 khi đang phát tiền cứu trợ cho những người khiếu kiện tại Hà Nội, hòa thượng bị áp giải về lại Thành phố Hồ Chí Minh trong cùng ngày. Sau đó, báo chí Việt Nam bắt đầu đồng loạt chỉ trích ông Thích Quảng Độ và GHPGVNTN. Báo Nhân dân trong bài xã luận tựa đề "Thích Quảng Độ và các tham vọng chính trị đội lốt tôn giáo" cho rằng ông đã cầm đầu "một số phần tử cực đoan" để "hoạt động chống phá Nhà nước, gây rối làm mất trật tự công cộng" và "khiến dư luận hết sức bất bình và cực lực lên án". Báo Tiền Phong cho rằng hoạt động cứu trợ của ông là hoạt động "phản động", và "kích động gây rối". Báo Tuổi Trẻ Online cho rằng ông đã dùng việc cứu giúp người dân nghèo để làm tổ chức của ông nổi tiếng và kêu gọi nhân dân chống phá nhà nước.

## Nhận xét
- Hòa thượng Thích Quảng Ba (Viện trưởng Tu viện Vạn Hạnh ở Canberra, Úc – Phó Hội chủ Giáo hội Phật giáo Việt Nam Thống nhất Úc Đại Lợi và Tân Tây Lan) bày tỏ: "Đóng góp của ngài không chỉ ở chỗ ngài viết bao nhiêu chục quyển sách, dẫu dĩ nhiên, tất cả những tác phẩm đó của ngài là vô cùng giá trị cho vấn đề nghiên cứu, học thuật. Nhưng cái đó vẫn là rất nhỏ. Cái đóng góp lớn nhất vẫn là tinh thần bất khuất mà ngài đã giữ được liên tục, từ lúc đóng vai trò Tổng thư ký Viện Hóa đạo cho đến ngày ngài nằm xuống".[38]

## Những tác phẩm đã xuất bản
- Kinh Mục Liên sám Pháp
- Kinh Đại Phương tiện Phật Báo Ân
- Thoát vòng tục lụy, Sài Gòn 1962 (truyện dịch từ Hán văn của Tinh Vân)
- Dưới mái chùa hoang, Sài Gòn 1962 (truyện)
- Truyện cổ Phật giáo, Sài Gòn 1964
- Đại thừa Phật giáo tư tưởng luận Lưu trữ ngày 11 tháng 9 năm 2007 tại Wayback Machine
- Tiểu thừa Phật giáo tư tưởng luận Lưu trữ ngày 28 tháng 9 năm 2007 tại Wayback Machine
- Nguyên thủy Phật giáo tư tưởng luận Lưu trữ ngày 1 tháng 10 năm 2009 tại Wayback Machine
- Từ điển Phật học Hán Việt (2 tập)
- Phật Quang Đại Từ điển (9 tập)
- Chiến tranh và bất bạo động
- Thơ trong tù 06.04.1977 – 10.12.1978 (tháng 3 năm Đinh Tỵ đến tháng 11 năm Mậu Ngọ)
- Thơ lưu đày 25.02.1982 – 22.03.1992 (tháng 2 năm Nhâm Tuất đến tháng 2 năm Nhâm Thân)